# Roman Jezior
Roman Jezior ps. „Okoń”, „Jung” (ur. 17 grudnia 1907 w Lubartowie, zm. 1 maja 1990 tamże) – podporucznik Wojska Polskiego, kapitan Armii Krajowej, inspektor Inspektoratu Lublin Delegatury Sił Zbrojnych.
Urodził się 17 grudnia 1907 roku w Lubartowie jako syn Jana i Bronisławy. Zdobył wykształcenie średnie. W 1933 roku został podporucznikiem Wojska Polskiego.
Jesienią 1939 zaczął działać w konspiracji w Brześciu. Przynależał kolejno do Służby Zwycięstwu Polski, Związku Walki Polskiej i Armii Krajowej. W sierpniu 1940 został adiutantem komendanta Obwodu Lubartów ZWZ a w 1941 zastępcą komendanta tegoż obwodu. Od marca 1944 był komendantem Obwodu AK Lubartów. Od stycznia 1945 pełnił funkcję inspektora Inspektoratu Lublin Delegatury Sił Zbrojnych a następnie Zrzeszenia Wolność i Niezawisłość. Posługiwał się pseudonimami Okoń i Jung.
25 stycznia 1946 został zatrzymany przez WUBP. 18 stycznia 1947 Wojskowy Sąd Rejonowy w Lublinie skazał go na śmierć. Karę złagodzono do 15 a następnie 10 lat pozbawienia wolności. 24 stycznia 1955 otrzymał warunkowe zwolnienie. Wyrok unieważniono 28 marca 1991. 
Po wyjściu z więzienia mieszkał w Lubartowie, gdzie był inwigilowany przez Służbę Bezpieczeństwa. Z tego powodu wyjechał do Gdańska. Zmarł 1 maja 1990 w Lubartowie. Został pochowany na cmentarzu katolickim parafii św. Anny.
Ryszard Kaczorowski mianował go pośmiernie ze stopnia kapitana do majora. Został nagrodzony Orderem Virtuti Militari, czterokrotnie nadano mu Krzyż Walecznych. Otrzymał honorowe odznaki Zasłużony dla miasta Gdańska, Zasłużony dla Województwa Gdańskiego i Za zasługi dla ochrony zdrowia W 2017 roku jego imieniem nazwano ulicę w Lubartowie.